# Alexander Mackenzie (Politiker)

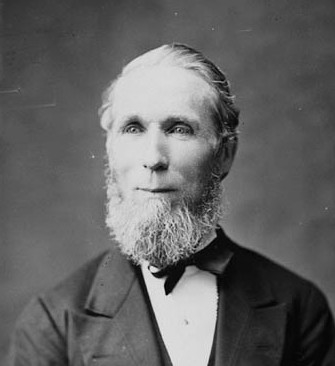
Alexander Mackenzie

Alexander Mackenzie PC (* 28. Januar 1822 in Logierait, Perthshire, Schottland; † 17. April 1892 in Toronto) war ein kanadischer Bauunternehmer und Politiker. Er war der zweite Premierminister des Landes und regierte vom 7. November 1873 bis zum 8. Oktober 1878.

## Familie
Mackenzie wurde als drittes von zehn Kindern von Alexander Mackenzie und dessen Frau Mary Stewart Flemming im schottischen Logierait geboren. Sein Urgroßvater väterlicherseits, Donald Mackenzie, stammte aus Ross-shire. Von dort siedelte er nach Perthshire über und heiratete Mackenzies Urgroßmutter Margaret Ferguson. 1742 wurde sein Großvater Malcolm Mackenzie geboren. Diesem wurde von John Murray, 3. Duke of Atholl die Mühle von Kincraigie und das dazugehörige Mühlrecht übertragen. 1784 kam dort schließlich Mackenzies Vater zur Welt, der, nach seiner Ausbildung als Schreiner, zunächst Arbeit als Schiffbauer in Portsmouth fand. Nach der Schlacht bei Waterloo nahm die Nachfrage nach Kriegsschiffen stark ab und er kehrte in seine Heimat zurück, wo er im Hausbau tätig war. 1817 heiratete er Mary Stewart Flemming. Mackenzies Mutter war das vierte von sieben Kindern von Donald Fleming und Jean Stewart. Sein Großvater mütterlicherseits war als Lehrer tätig und engagierte sich als Ältester in der Presbyterianischen Kirche. Seine Großmutter mütterlicherseits entstammte einer wohlhabenden Familie aus Strathtay. Dort besaß sein Urgroßvater Adam Stewart, ein Regimentskommandeur, zwei große Anwesen. 1861 verstarb Mary Stewart Flemming in Sarnia. Die Familie zog 1827 nach Perth, von dort zwei Jahre später nach Pitlochry und ließ sich 1834 schließlich in Dunkeld nieder. Dort starb Mackenzies Vater 1836 im Alter von 52 Jahren. Von Mackenzies neun Brüdern starben zwei bereits im Säuglingsalter. Sein Bruder Hope absolvierte zwar die Ausbildung zum Arzt, praktizierte aber nie. Vielmehr nahm er eine Stelle bei der britischen Ostindien-Kompanie auf und gelangte in der Präsidentschaft Madras zu einigem Einfluss. 1841, während er in Irvine arbeitete, lernte er die Familie seiner späteren Frau Helen Neil kennen. Helens Vater und ihr ältester Bruder waren, wie Mackenzie, Steinmetze. Daneben hatte sie eine ältere Schwester. Mackenzie wurde als Mitglied in die Familie der Neils aufgenommen und als sie sich 1842 entschlossen, nach Kanada auszuwandern, schloss er sich ihnen an. Dort heiratete er am 28. März 1845 schließlich Helen, mit der er zwei Töchter und einen Sohn hatte, von denen jedoch nur eine Tochter das Säuglingsalter überlebte. Diese heiratete später den Pfarrer der presbyterianischen Gemeinde von Sarnia. Nach dem Tod seiner ersten Frau am 4. Januar 1852 heiratete Mackenzie am 17. Juni 1853 Jane Sym, die älteste Tochter des Farmers Robert Sym und dessen Frau Agnes Wylie. Die Familie seiner zweiten Frau stammte, wie die Mackenzies, aus Perkshire in Schottland, war 1821 nach Kanada ausgewandert und hatte sich zunächst in der Nähe von Perth niedergelassen, bevor sie 1837 nach Lambton County umzog. Diese zweite Ehe blieb kinderlos.

## Beruflicher Werdegang und politische Karriere
Nach dem Tod des Vaters musste Mackenzie zusammen mit zwei Brüdern für den Unterhalt der Familie sorgen. Mit 16 konnte er eine Lehre als Steinmetz bei einem Mr. Ireland in Dunkeld beginnen. Noch vor seinem zwanzigsten Geburtstag schloss er die Lehre ab und machte sich auf die Suche nach Arbeit. Da die Perspektiven in Dunkeld nicht sehr gut waren, begab sich Mackenzie nach Irvine, wo er, im Rahmen des Baus der Bahnstrecke von Ayr nach Glasgow, eine Anstellung als Steinmetz beim Bau einer Eisenbahnbrücke fand. 1842 wanderte er nach Kanada aus. Seine Brüder folgten ihm 1843 bzw. 1847 mit der Mutter nach. Nach einem kurzen Aufenthalt in Montreal, wo er eine Anstellung als Steinmetz ablehnte, zog er nach Kingston. Obwohl seine Erwartungen, dass im Landesinneren die Nachfrage nach Arbeitskräften sehr viel höher wäre, als in einer Küstenstadt wie Montreal, enttäuscht wurden, fand er schnell Arbeit. Da der in Kingston verarbeitete Kalkstein zu hart war, konnte er jedoch nicht mit seinem Werkzeug als Steinmetz arbeiten, sondern spezialisierte sich 1842 als Bauhandwerker. Am Ende des Sommers 1842 war sein Arbeitgeber jedoch überschuldet und konnte ihm keinen Lohn bezahlen. Daraufhin pachtete er, zusammen mit der Familie Neil, eine kleine Farm unweit des Loughborough Lake. Verpächter war der Vater des späteren Premierministers von Ontario, Oliver Mowat. Da jedoch kein Mitglied der Familie Erfahrung als Farmer hatte, waren die Erfolge sehr bescheiden. Am Ende des Winters verließ Mackenzie die Farm und kehrte nie wieder dorthin zurück. Ab Frühjahr 1843 wirkte er am Bau von Fort Henry mit und war so erfolgreich, dass er mehrere Mitarbeiter einstellen und ein kleines Bauunternehmen gründen konnte. So war er mit seinen Männern am Bau des Wellandkanals beteiligt und war verantwortlich für den Bau verschiedener Gerichtsgebäude. Im November 1846 zog er mit seiner Frau nach Sarnia, wo sich auch seine Brüder und seine Mutter niederließen.
Mackenzie konvertierte vom Presbyterianismus zum Baptismus und engagierte sich in der Abstinenzbewegung.
Schon bald nach seiner Emigration nach Kanada wurde Mackenzies politisch aktiv und hatte im Lambton County mehrere öffentliche Ämter inne. So war er Beauftragter für Volkszählungen, Mitglied der Feuerwehr, der dialektischen Gesellschaft, der Abstinenzlergesellschaft und des Schulrates. Außerdem organisierte er Wahlkämpfe für liberale Politiker auf Provinzebene, z. B. für seinen Bruder Hope Mackenzie. 1861 wurde er ins Parlament der Provinz Kanada gewählt, 1867 ins neu geschaffene kanadische Unterhaus.
Nachdem Generalgouverneur Lord Dufferin die konservative Regierung von John Macdonald wegen des Pacific-Skandals aufgelöst hatte, suchte er jemanden, der eine neue Regierung bilden konnte. Bei den Liberalen gab es keinen klaren Anführer; erst nachdem drei andere Politiker abgelehnt hatten, wurde Mackenzie zum Premierminister ernannt. Mackenzie trat sein Amt am 7. November 1873 an, bildete eine neue Regierung und bat den Generalgouverneur darum, am 22. Januar 1874 eine Neuwahl anzusetzen. Die Unterhauswahl 1874 endete mit einem Sieg der Liberalen Partei.
Mackenzies wichtigstes Anliegen während seiner Regierungszeit war die Reform und Vereinfachung der staatlichen Verwaltung. Er schaffte die öffentlichen Wahlversammlungen ab und führte stattdessen geheime Wahlen ein, schuf den Obersten Gerichtshof und gründete die Königliche Militärakademie Kanadas. Allerdings geriet der Bau der Canadian Pacific Railway ins Stocken, da die Finanzierung damals fast ausschließlich mit öffentlichen Geldmitteln erfolgte. Nach der Niederlage bei der Unterhauswahl 1878 gegen Macdonalds Konservative Partei trat Mackenzie am 8. Oktober 1878 zurück, bis 1880 blieb er Oppositionsführer.
Zu dieser Zeit war es üblich, dass der britische Monarch alle abtretenden kanadischen Premierminister zum Ritter schlug, doch Mackenzie lehnte dies stets ab. Er starb im Alter von 70 Jahren an einem Herzinfarkt, der durch einen schweren Sturz verursacht worden war. Bis zu seinem Tod blieb er Parlamentsabgeordneter. Er ist im Lakeview-Friedhof in Sarnia begraben.